# Jacques Enock-Lévi
Jacques Enock-Lévi, né à Jérusalem le 8 avril 1908 et mort à Paris le 9 février 1975, est un homme politique socialiste français.

## Biographie
Expulsé de sa ville natale, avec sa famille, juive, par les Turcs pendant la Première Guerre mondiale, il est réfugié à Alexandrie où il apprend le français. C'est au lycée français de Beyrouth qu'il prépare son baccalauréat, qu'il obtient en 1928. Il obtient alors une bourse et vient poursuivre ses études à Paris à compter de l'automne 1929. Il obtient une licence de droit en 1937, puis un diplôme d'études supérieures l'année suivante.
C'est pendant ses années d'études qu'il s'engage politiquement, au sein des jeunesses socialistes, dont il devient membre du bureau national en 1933. Militant du parti socialiste SFIO, il est membre de la tendance Gauche Révolutionnaire de Marceau Pivert, et participe, en 1938, à la création du Parti socialiste ouvrier et paysan, dont il fait partie de la direction nationale.
Réfugié dans la région de Dijon au début de la Seconde Guerre mondiale, puis dans la Drôme après la défaite de 1940, il est arrêté, comme juif, en février 1943. Il échappe cependant à la déportation. Début 1944, il entre en clandestinité et participe à la résistance.
De retour à Paris, il rejoint la SFIO, et entre à la direction de la fédération socialiste de la Seine, tout en travaillant comme journaliste à l'hebdomadaire Quatre et Trois. Toujours en instance de naturalisation (il est officiellement de nationalité britannique, car né en Palestine mandataire), il ne peut se présenter aux élections.
Après la mort de Marceau Pivert, dont il était resté très proche, il rejoint la tendance opposée à la politique algérienne de Guy Mollet, et participe en 1959, à la création du Parti socialiste autonome, qui devient le Parti socialiste unifié en 1960. Il n'y reste cependant que jusqu'en 1963. Il participe alors à l'animation du petit club « Socialisme et démocratie », dirigé par Alain Savary, à l'origine de la création, en 1966, de l'Union des clubs pour le renouveau de la gauche.
Secrétaire national du nouveau parti socialiste, créé en 1969, il est élu au comité directeur du Parti socialiste fondé à Epinay en 1971, où il siège jusqu'en 1973. Il participe aux négociations sur le programme commun de gouvernement signé en 1972 par le PS, le PCF et les radicaux de gauche.